# 8677 Шарльє
8677 Шарльє (8677 Charlier) — астероїд головного поясу, відкритий 2 березня 1992 року.
Тіссеранів параметр щодо Юпітера — 3,227.